# 種崎敦美
種崎敦美（日语：／ Tanezaki Atsumi，1990年9月27日—）是日本女性聲優。東京俳優生活協同組合所屬。

## 簡歷、人物
對聲優作為職業的認知是以《美少女戰士》為契機。在看完該電視動畫作品第45話「水手服戰士之死！悲壯的最終戰役」之後，被劇中的演技所吸引而立志成為聲優。之後，從大分縣前往東京，在高中畢業後用為了進入聲優培訓學校而努力工作賺來的資金正式開始學習演技。
憧憬的聲優有澤城美雪及田中真弓。還是小孩子的時候曾去過同為大分縣出身的岩男潤子的演唱會，在有幸得到能與岩男對話的機會時，向她說了「希望能夠成為聲優」並得到了「有一天能共同演出就好了呢」的回答。後來在錄音現場與岩男相遇時說了當時的事，對方喜悅地表示了「很開心」。
之前所屬聲優事務所是Toritori Office。2015年6月1日當天Toritori Office正式被POWER RISE吸收合併之後，離開其事務所，成為自由職業。
在2015年10月1日起正式成為日本的演藝事務所“東京俳優生活協同组合”的所属成員。
興趣是日本電影鑑賞，與同事深田愛衣是好友。
2020年獲得第14屆聲優獎的助演女優賞。
2023年獲得第17屆聲優獎的主演聲優賞、助演聲優賞，亦是首位在主演、助演二部門同時獲獎的聲優。
2023年10月2日，宣布与同为声优的宮崎遊结婚。
2025年7月1日，東京俳優生活協同组合官網及X個人官方帳戶宣佈，因身體狀況不佳，所以康復為先，並將會限制一部份活動。

## 出演作品
※粗體字為主要角色

### 電視動畫
2012年
- 一起一起這裡那裡（女學生）
- 鄰座的怪同學（夏目朝子）

2013年
- 反斗小王子（女子高生、一萬步機械人偶）
- DD北斗之拳（主婦B、女性）
- 初音島III（吉爾·哈薩維）
- 心跳！光之美少女（女學生、部員）
- 穿透幻影的太陽（天道睦月、天道睦美、天道七瀨）
- 銀之匙 Silver Spoon（北町南）
- 武士弗拉明戈（女子A）

2014年
- 流浪神差（神器）
- 鬼燈的冷徹（芥子、獄卒、天照大神）
- 世界征服 謀略之星（女學生B）
- 東京殘響（三島理沙）
- 魔术快斗1412（桃井惠子）
- 舞力四射（伊藤步美、保育士A、兼職工）
- 尋找失去的未來（東八重子）
- 狼少女和黑王子（美保）
- 大圖書館的牧羊人（小太刀凪）

2015年
- 死亡遊行（有田真由）
- 無頭騎士異聞錄 DuRaRaRa!!×2 承（艾蜜莉亞、唯我獨尊丸）
- 終結的熾天使（花依小百合）
- 銀魂°（女子A）
- GANGSTA.（女僕、米哈伊爾、廣播者、路易斯）
- 無頭騎士異聞錄 DuRaRaRa!!×2 轉（艾蜜莉亞、唯我獨尊丸）
- 魔物娘的同居日常（莉莉絲）
- 流浪神差 ARAGOTO（詢麻）
- 機動戰士GUNDAM 鐵血的孤兒（塔賓斯的女性）
- DD北斗之拳2（豐、自賠喵、亞紀）
- 全部成為F THE PERFECT INSIDER（西之園萌繪）
- 請問您今天要來點兔子嗎？？（老師）
- 終結的熾天使 名古屋決戰篇（花依小百合）

2016年
- 疾走王子Alternative（新聞社、小孩）
- GATE 奇幻自衛隊 在彼方的土地，如斯的戰鬥 第2期（蒂沃爾）
- 無頭騎士異聞錄 DuRaRaRa!!×2 結（艾蜜莉亞、播報員）
- 高校艦隊（西崎芽依）
- LoveLive! Sunshine!!（女子）
- DAYS（柄本望）
- 吸血鬼僕人（娣潔）
- 發條精靈戰記 天鏡的極北之星（薺）
- 路人超能100（暗田留）
- 奏響吧！上低音號2（鎧塚霙）
- 競女!!!!!!!!（黑霧綾瀨）
- 怪盜喬克（小星/阿克魯庫斯）

2017年
- 亞人醬有話要說（井森敦美）
- 進擊的巨人 Season 2（少女的母親）
- 雛邏輯～來自幸運邏輯～（副學園長／天原梢）
- 人馬小姐不迷茫（御魂千草、御魂千奈美、御魂千穗）
- 野良與皇女與流浪貓之心（明日原遊希）
- 地獄少女 宵伽（藍原唯）
- 偶像大師 灰姑娘女孩劇場（五十嵐響子）
- 寶石之國（柱星葉石）
- 調教咖啡廳（天野美雨）
- 鬼燈的冷徹 第貳期（芥子、茄子母）
- 魔法使的新娘（羽鳥智世、伊莎貝爾）

2018年
- 學園奶爸（狸塚數馬、熊塚彌生）
- 擅長捉弄人的高木同學（高木的母親）
- 妖精森林的小不點（謬爾圖里加內裝店員）
- 刀劍神域外傳Gun Gale Online（羅莎／野口詩織）
- 鬼燈的冷徹 第貳期 其之貳（芥子、宇迦御魂）
- 和風喫茶鹿楓堂（犬飼琴）
- 異世界魔王與召喚少女的奴隸魔術（庫爾姆）
- 遙的接球（托馬斯·紅愛）
- DOUBLE DECKER！道格＆基里爾（尤里·藤代）
- 青春豬頭少年不會夢到兔女郎學姊（雙葉理央）

2019年
- W'z（華／美原華）
- 環戰公主（藤村千景）
- 路人超能100 II（暗田留）
- 明治東京戀伽（白雪）
- 家有女友（葉大）
- Endro～！（女戰士）
- 魔法水果籃（魚谷亞里紗）
- 我們真的學不來！（店長）
- 一弦定音！（鳳月里和）
- 蠟筆小新（湯渡裕子）
- 滿月之戰（新月愛涅斯妲深海）
- 擅長捉弄人的高木同學2（高木的母親）
- 胡蝶綺 ～少年信長～（楓、尼僧）
- 一弦定音！第二季（鳳月里和）
- 戰×戀（絲庫璐德 ）
- 神田川JET GIRLS（鶴野湊）
- BEASTARS（茱諾）

2020年
- 請在伸展台上微笑（森山久美）
- 籃球少年王（茂吉小百合）
- pet（憐憐）
- 魔法水果籃 2nd Season（魚谷亞里紗）
- 闇影詩章（伊集院海）
- 噴嚏大魔王2020（嬰兒）
- 大欺詐師（湯姆）
- 科學超電磁砲T（謎之少女／操齒涼子、操齒凉子 “分身”）
- 炎炎消防隊 貳之章（黑之女）
- 魔物娘的醫生（絲卡蒂·德菈肯菲爾特）
- 勇者鬥惡龍 達伊的大冒險（2020）（達伊）

2021年
- BEASTARS 第2期 （茱諾）
- 約定的夢幻島 第2期 （穆吉卡）
- 關於我轉生變成史萊姆這檔事 第2期（繆蘭）
- Dr.STONE 新石紀 Stone Wars（花田仁姬）
- 堀與宮村（吉川美紀）
- Vivy -Fluorite Eye's Song-（薇薇／歌姬）
- 魔法水果籃 The Final（魚谷亞里紗）
- 異世界魔王與召喚少女的奴隸魔術Ω（庫爾姆）
- 結城友奈是勇者 啾嚕！（加賀城雀）
- 大運動會 ReSTART！（尤西爾）
- 擾亂 THE PRINCESS OF SNOW AND BLOOD（竹道凜子）
- 關於我轉生變成史萊姆這檔事 轉生史萊姆日記（繆蘭）
- 魔法科高中的優等生（十七夜栞）
- 結城友奈是勇者-大滿開之章-（加賀城雀）
- BUILD DIVIDE -#000000-（約拉）
- 藍色時期（神山史）
- 勇者鬥惡龍 達伊的大冒險（2020）（人們）

2022年
- 鬼滅之刃 遊郭篇（雛鶴）
- CUE!（無量坂京子）
- JoJo的奇妙冒險 石之海（安波里歐·阿爾尼）
- 超異域公主連結 Re:Dive Season 2（克蘿依）
- 明日同學的水手服（千嵐部長）
- 戀上換裝娃娃（乾紗壽葉）
- SPY×FAMILY間諜家家酒（安妮亞·佛傑）
- 真·一騎當千（山田朝右衛門）
- Dr.STONE 新石紀 龍水（花田仁姬）
- SHINE POST（菊池英子）
- 神渣☆偶像（彌生）
- 闇影詩章F（伊集院海）
- 今晚有貓伴身邊（小P）
- 被勇者隊伍開除的馭獸使，邂逅了最強種的貓耳少女（凜）
- 路人超能100 III（暗田留）
- 明日方舟 黎明前奏（杜賓）
- 名偵探柯南（水口菜穗）

2023年
- 小智是女孩啦！（小川千代美）
- 冰劍的魔術師將要統一世界（莉迪雅·恩茲華斯、史黛拉·懷特）
- 我的英雄學院 第六季（女神納甘）
- 尼爾：自動人形 Ver1.1a（莉莉）
- 弦音－相繫的一射－（小學生七緒）
- 眾神眷顧的男人2（佳南）
- 夜巡貓（重郎、妻）
- 天國大魔境（青島）
- 魔法使的新娘 SEASON2（羽鳥智世）
- Dr.STONE 新石紀 NEW WORLD（花田仁姬）
- 我內心的糟糕念頭（吉田芹那）
- 蓬鬆小動物（蘭）
- 不知內情的轉學生不管三七二十一纏了上來。（高田雪子）
- 屍體如山的死亡遊戲（倉木莉莎）
- 我與機器子（三船千鶴）
- 機戰少女Alice Expansion（金潟優美）
- 其實，我是最強的？（夏兒洛緹·澤菲斯）
- 暖暖日記（メイ、キラ）
- 葬送的芙莉蓮（芙莉蓮）
- 地下忍者（鈴木、7人衆2）
- SPY×FAMILY間諜家家酒 Season 2（安妮亞·佛傑）
- 藥師少女的獨語（玉葉妃）
- 東京復仇者（黑川伊佐那〈少年〉）
- 撿走被人悔婚的千金，教會她壞壞的幸福生活（露）

2024年
- 我內心的糟糕念頭 第2期（吉田芹那）
- 美妙寵物 光之美少女（犬飼彩葉／友愛天使）
- 豬肝記得煮熟再吃（冰毒）
- 七大罪 啟示錄四騎士（伊索德）
- 我回來了、歡迎回家（藤吉輝）
- Unnamed Memory 無名記憶（緹娜夏）
- 關於我轉生變成史萊姆這檔事 第3期（繆蘭）
- 怪異與少女與神隱（智子）
- 蠟筆小新（犬飼彩葉／友愛天使）
- 敗北女角太多了！（月之木古都）
- 義妹生活（藤波夏帆）
- 刀劍神域外傳Gun Gale Online II（羅莎／野口詩織）
- 七大罪 啟示錄四騎士 第2期（伊索德）

2025年
- 灰色：幻影扳機（狗駒邑沙季）
- Unnamed Memory 無名記憶 Act.2（緹娜夏）
- Dr.STONE 新石紀 SCIENCE FUTURE（花田仁姫）
- 魔農傳記 FARMAGIA（路庫羅）
- 藥師少女的獨語 第2期（玉葉妃）
- 魔神創造傳（天部驅、鈿女）
- 地。-關於地球的運動-（少年期阿爾伯特）
- 搞笑漫畫日和GO（魔女）
- 直至魔女消逝（謎之少女）
- 炎炎消防隊 參之章（黑之女）
- Silent Witch 沉默魔女的祕密（伊莎貝爾·諾頓）
- 9-nine- 支配者的王冠（新海天）
- 青春豬頭少年不會夢到聖誕服女郎（雙葉理央）
- 出入禁止的鼴鼠（貓附杏子）
- 戀上換裝娃娃 第2期（乾紗壽葉）
- NYAIGHT OF THE LIVING CAT 活屍貓之夜（スオウ）
- 矢野同學的普通日常（芽衣）
- SPY×FAMILY間諜家家酒 Season 3（安妮亞·佛傑）

2026年
- 葬送的芙莉蓮（第2期）（芙莉蓮）

### 動畫電影
2016年
- POP IN Q（友立小夏）

2017年
- 虐殺器官
- 升空的焰火，从下面看？还是从侧面看？（记者）
- 劇場版 吹響吧！上低音號～想傳達的旋律～（鎧塚霙）

2018年
- 莉茲與青鳥（鎧塚霙）

2019年
- 灰色：幻影扳機 THE ANIMATION（邑沙季）
- 青春豬頭少年不會夢到懷夢美少女（雙葉理央）
- 知曉天空藍色的人啊（大瀧千佳）

2020年
- 劇場版 高校艦隊（西崎芽依）
- 灰色：幻影扳機 THE ANIMATION Stargazer（邑沙季）

2021年
- 機動戰士鋼彈 閃光的哈薩威（梅絲·芙勞爾）

2022年
- 蠟筆小新：幽靈忍者珍風傳（火影）
- 機動戰士GUNDAM 庫克羅斯·德安之島（イネス、アダ）

2023年
- 名偵探柯南：黑鐵的魚影（直美·阿爾真托）
- 青春豬頭少年不會夢到嬌憐外出妹（雙葉理央）
- 特別篇 吹響吧！上低音號～合奏團競賽篇～（鎧塚霙）
- 電影 光之美少女 All Stars F（普卡）
- 鬼太郎誕生 咯咯咯之謎（龍賀沙代）
- 青春豬頭少年不會夢到紅書包女孩（雙葉理央）
- 劇場版 SPY×FAMILY CODE: White（安妮亞·佛傑）

2024年
- DEAD DEAD DEMON'S DEDEDEDE DESTRUCTION 惡魔的破壞（栗原希穗）
- 劇場版草莓王子 起始的物語～Strawberry School Festival!!!～
- 美妙寵物 光之美少女！The Movie！心跳不已♡遊戲世界大冒險！（犬飼彩葉／友愛天使）

2025年
- MAKE A GIRL（0號）
- 多啦A夢：大雄的繪畫世界物語（麥羅）
- 劇場版物怪 第二章 火鼠（幸子）
- 電影Idol光之美少女你與我♪（犬飼彩葉／友愛天使）
- 一百公尺。—100M—（富樫〈小學生〉）

### OVA
2010年代
- 鄰座的怪同學 鄰座的極道同學（2013年，夏）※漫畫12卷附贈DVD特裝版
- 無頭騎士異聞錄 DuRaRaRa!!×2 承 外傳！？ 第4.5話 我的心是火鍋的形狀（2015年，龍之峰帝人〈幼少期〉、艾蜜莉亞）※劇場先行上映
- 魔法使的新娘 等待繁星之人（2016年，羽鳥智世）※隨著單行本第6－8冊特裝版的發行附贈DVD
- 高校艦隊（2017年，西崎芽依）
- 亞人醬有話要說（2017年，井森敦美）
- 夏目友人帐 陆「響起鈴聲的殘株」（2017年，小幸）

2020年代
- 機戰少女Alice（2021年，金潟優美）
- 魔法使的新娘 西方少年與青嵐騎士（2021年，羽鳥智世）※隨著單行本第16－18冊特裝版的發行附贈Blu-ray

### 網路動畫
2010年代
- 影音二手店的女店員 X（2016年，稻荷君）

2020年代
- 今晚有貓伴身邊（2022年，小P）
- 今晚有貓伴身邊（第2期）（2023年，小P）
- 高爾夫物語（2024年，西野胡桃）
- 時光巡邏隊（2024年，莉姆·史特里姆）
- 今晚有貓伴身邊（第3期）（2024年，小P）
- BEASTARS FINAL SEASON（2024年，茱諾）

### 遊戲
2008年
- R20★
  - 萌萌網球（鵜飼鶇）
  - 萌萌大富翁（海老原恋）

2009年
- 遊魂 -Kiss on my Deity-

2010年
- アルファディアIV（トルテ・メイプルシュガー、エナリア・ムンタント）
- 最果ての騎士（ユイニカ）
- ひまわり -Pebble in the Sky-

2011年
- 勇者派遣公司（カルラ）

2012年
- 初音島III（吉爾·哈薩維、櫻内義之（幼少期））

2013年
- 阿爾卡迪亞斯的戰姬（オデット）
- 戀愛0公里 Portable（矢崎夕空）
- 1/2 summer+（詩代叶）

2014年
- 穢翼的尤斯蒂婭 Angel's blessing（拉菲莉雅）
- 戀愛0公里 V（矢崎夕空）
- 茂伸奇談 -pure smile-（惠美）

2015年
- 大圖書館的牧羊人 -Library Party-（小太刀凪）
- ChuSinGura46+1 -忠臣藏46+1- V（堀部安兵衛）
- 無頭騎士異聞錄 DuRaRaRa!! Relay（艾蜜莉亞）
- 白貓Project（瑪爾·亞斯皮夏思）

2016年
- 偶像大師 灰姑娘女孩（五十嵐響子）
- 偶像大師 灰姑娘女孩 星光舞台（五十嵐響子）
- 赤砂墜落之月（杏紅）
- Drift Girls（杉浦奈奈）
- 星織夢未來 Converted Edition（逢坂空）
- 偶像事變（赤峰小春）
- 戰艦少女R（撒切爾）

2017年
- 野良與皇女與流浪貓之心（明日原遊希）
- 灰色：幻影扳機（狗駒邑沙季）
- 鬥陣特工（歐瑞莎）
- 魯弗蘭的地下迷宮與魔女的旅團（露卡）
- 聖火降魔錄 回音 另一名英雄王（艾菲）
- 聖火降魔錄 英雄雲集（艾菲）

2018年
- 被妳的眼神所打動（日向瞳）
- 閃耀幻想曲（天野美雨、托马斯·红爱）
- 愛上火車 -pure station-（八六）
- Fate/Grand Order（奧菲莉亞·法姆索羅尼）
- Sdorica 萬象物語（卡蓮·阿爾拉·費南德斯）
- 人中之龍 Online（瀨戶真弓）

2019年
- 白貓Project（快樂鼓手 瑪爾）
- 機戰少女Alice（金潟直美）
- 高校艦隊 艦隊戰鬥大危機！（西崎芽依）
- 野良與皇女與流浪貓之心2（明日原遊希）
- 妖怪手錶4 我們仰望著同一片天空（下町心）
- 十三機兵防衛圈（冬坂五百里）
- 超異域公主連結 Re:Dive（克蘿依）
- 明日方舟（蓝毒、杜賓）
- Dusk Diver 酉閃町（黎維妲）
- 闇影詩章（拉緹卡）
- 碧藍幻想（碧卡拉）

2020年
- 丸子與銀河龍（パンダグラフ）
- 女友伴身邊（白水六花）
- 碧藍航線（聖女貞德、札拉、波拉、大青花魚、大青花魚(μ兵裝)）
- 魔法禁书目录 幻想收束（操齒涼子、操齒涼子 “分身”）
- 聖火降魔錄 英雄雲集（拉克榭）

2021年
- 崩壞3（千人律者）
- 最終幻想XIV：曉月之終途（梅媞翁）
- 轟炸少女（鐵火）
- 白夜極光（拜里厄）

2022年
- Dusk Diver 2 崑崙靈動（黎維妲）
- 異度神劍3（艾賽爾）
- MementoMori（阿姆蕾特）

2023年
- 神魔之塔（魔滅・一願、卡蜜拉・卡恩斯坦、艷光游蛇・安潔莉娜）
- 怪物彈珠（繆思）
- 超偵探事件簿 霧雨謎宮（誠＝加具土命）
- 寶可夢大師（晝珠）

2024年
- 女神異聞錄3 Reload（森山夏紀）
- 女神異聞錄：夜幕魅影（多禰村理子）
- 绝区零（安比·德玛拉）
- 碧藍幻想 Versus -RISING-（碧卡拉）

2025年
- 蔚藍檔案（百合園聖亞）

### 同人遊戲
- みらくる超パーティー-早苗と天子の幻想迷宮-（八雲藍、伊吹萃香、八意永琳）

### 廣播劇CD
- 暮蟬悲鳴時 解
- 七傲嬌
- Fate/Zero vol.3
- Anicon 3
- Lamento -BEYOND THE VOID-（小孩布勞德）
- 穢翼的尤斯蒂婭（拉菲莉雅）
- 絕對調律士NoAH 第1樂章、第2樂章
- 我的大小姐（路法/路夏）
- 黑色嘉年華 克羅諾梅（女性研究員）
- 鄰座的怪同學（夏目朝子）※BD＆DVD第4卷 完全生產限定版 特典廣播劇CD
- 銀之匙 Silver Spoon（北町南）
- GANGSTA.（米海爾）
- 瓢蟲公寓（藤本艾莉卡）
- 魔法少女育成計畫 in Dreamland（白雪[114]）
- 喜歡妹妹有什麼不對？（四宮真咲[115]）
- 拷問魔法少女ドゥームズ・デー・アヤネ（逸見芹香）
- 終結的熾天使 一瀨紅蓮，破滅的16歲（花依小百合)※第6卷限定版附錄CD
- 魔法使的新娘（羽鳥智世[116]）※第5卷初回限定版附錄CD
- 夜與朝之歌（詩織）
- 一番賞Premium 偶像大師 灰姑娘女孩PART3 E賞 廣播劇CD（五十嵐響子[117]）
- 不思議國的有川同學（夏木夏子）
- 楠芽吹是勇者 Vol.1、2（2018年，加賀城雀[118]）
- 聖火降魔錄 回聲 另一位英雄王 廣播劇CD 異國之空 黎明之森（艾菲）

### 數位漫畫
- 鄰座的怪同學（2018年，夏目朝子[119]）
- 我的傲嬌男友（2018年，春名優羽[120]）
- 陰陽眼見子（2019年，見子[121]）
- 乙女遊戲對路人角色很不友好（2020年，瑪麗耶）[122]

### 外語配音

#### 動畫
- 魔鬼終結者Zero（2024年，Kokoro[123]〈Rosario Dawson 配音〉）

### 廣播節目
- 大圖書館的牧羊人 The Radio（2014年、HiBiKi Radio Station[124]）
- Radio「死亡遊行」生放送 第一部：瀨戶麻沙美（黑髮之女）× 種﨑敦美（有田真由役）（2015年2月27日，NICONICO直播※[125]）
- 種崎敦美與潘惠美也募集節目名稱！（2016年－2018年、HiBiKi Radio Station）
- 魔法使的新娘 網路廣播
  - 『魔法使的新娘』〜喜歡！同人廣播〜[126]（2017年、アニメ公式サイト※・YouTube※）※電視動畫放送前播出。
  - 『魔法使的新娘』公認同人網路廣播【〜喜歡！同人廣播〜】[127]（2017年－2018年，動畫官方網站、YouTube）
  - 『魔法使いの嫁』〜魔法使的新娘〜[128]（2018年、喜歡！同人廣播YouTube）※電視動畫放送後播出。
- 野良與皇女與流浪貓廣播（2017年－2018年〈休止〉，HiBiKi Radio Station[129]）
- （2018年，Himalaya[130]）
- 千菅春香與種崎敦美的（2018年－，HiBiKi Radio Station）[131]
- （2019年－，RKB電台、NICONICO頻道）
- 種崎敦美的「無趣味診所」（2019年，漫畫Park）[132]

### 舞台
- 劇團 第1回公演（2014年2月21日－2月23日，遊空間がざびぃ）[133]
- 集團NO PLAN 第6回朗讀公演「MAZE☆爆裂Saber&40」（2018年7月7日，座·高圓寺2）[134]
- 集團NO PLAN 第7回朗讀公演「家族百景」（2019年7月7日，座·高圓寺2）[135]

### 其他
- ZEPHYR（2014年，Rejet Fes.2014 限定動畫）卡爾的妹妹
- 放學後的破滅 漫畫第2卷特典音頻劇（2015年，シャイターン[136]）
- 向日葵:unUtopial World 小説第5卷特典音頻劇（2017年，名護屋河鈴蘭[137]）
- 彈珠機「SLOT高校艦隊」（2018年，西崎芽依）
- 仙台城VR Go（2019年、まめぶしょー[138]）

## 音樂CD

### 角色歌
| 發售日   | 商品名稱                                                                                       | 演唱名義 | 歌曲                                                  | 備註                                             |
| 2012年   | 2012年                                                                                         | 2012年 | 2012年                                                | 2012年                                           |
| -------- | ---------------------------------------------------------------------------------------------- | --- | ----------------------------------------------------- | ------------------------------------------------ |
| 4月27日  | 穢翼的尤斯蒂婭 -Original CharacterSong Series- St.IRENE, LAVRIA / LICIA                        | 拉菲莉雅（種﨑敦美） | 「」                                                  | 遊戲《穢翼的尤斯蒂婭》相關歌曲                   |
| 2017年   |                                                                                                | |                                                       |                                                  |
| 1月25日  | 路人超能100 廣播劇CD                                                                           | 暗田留（種﨑敦美） | 「」                                                  | 電視動畫《路人超能100》相關歌曲                  |
| 2月8日   | THE IDOLM@STER CINDERELLA MASTER EVERMORE                                                      | 相葉夕美（木村珠莉）、五十嵐響子（種崎敦美）、市原仁奈（久野美咲）、一之瀨志希（藍原琴美）、大槻唯（山下七海）、片桐早苗（和氣杏未）、鷺澤文香（M·A·O）、櫻井桃華（照井春佳）、鹽見周子（盧婷）、橘愛麗絲（佐藤亞美菜）、中野有香（下地紫野）、二宮飛鳥（青木志貴）、速水奏（飯田友子）、姬川友紀（杜野真子）、宮本芙蕾德莉卡（髙野麻美） | 「Near to You」                                       | 遊戲《偶像大師 灰姑娘女孩》相關歌曲              |
| 2月8日   | THE IDOLM@STER CINDERELLA MASTER EVERMORE                                                      | 大橋彩香、福原綾香、原紗友里、藍原琴美、青木志貴、青木瑠璃子、飯田友子、五十嵐裕美、今井麻夏、上坂堇、內田真禮、櫻咲千依、大空直美、大坪由佳、金子真由美、金子有希、木村珠莉、黑澤朋世、佐藤亞美菜、下地紫野、洲崎綾、鈴木繪理、髙野麻美、高森奈津美、立花理香、種崎敦美、千菅春香、東山奈央、長島光那、原優子、早見沙織、春瀨夏實、渕上舞、牧野由依、松井惠理子、松嵜麗、三宅麻理惠、村中知、杜野真子、安野希世乃、山下七海、山本希望、佳村遙、盧婷、和氣杏未 | 「EVERMORE（4thLIVE MIX）」                           | 遊戲《偶像大師 灰姑娘女孩》相關歌曲              |
| 3月1日   | THE IDOLM@STER CINDERELLA GIRLS STARLIGHT MASTER 09                                            | 島村卯月（大橋彩香）、小日向美穗（津田美波）、五十嵐響子（種崎敦美） | 「（M@STER VERSION）」                                | 遊戲《偶像大師 灰姑娘女孩 星光舞台》相關歌曲     |
| 5月24日  | OVA「高校艦隊」 BD、DVD特典CD                                                                  | 西崎芽依（種崎敦美） | 「TRIGGER HAPPY GIRL」                                | 電視動畫《高校艦隊》相關歌曲                     |
| 8月25日  |                                                                                                | 帕特莉西亞·歐布·恩德（高森奈津美）、黑木未知（仙台惠理）、夕莉鯱（淺川悠）、明日原佑希（種崎敦美） | 「ネ！コ！」                                          | 電視動畫《野良與皇女與流浪貓之心》片頭曲         |
| 10月11日 | 大！地獄地獄節                                                                                 | 地獄の沙汰オールスターズ | 「大！地獄地獄節」                                    | 電視動畫《鬼燈的冷徹》第貳期片頭曲               |
| 10月11日 | 大！地獄地獄節 初回盤                                                                          | 芥子（種崎敦美） | 「Very Very Hard Mountain」                           | 電視動畫《鬼燈的冷徹》相關歌曲                   |
| 11月1日  | THE IDOLM@STER CINDERELLA GIRLS LITTLE STARS! Blooming Days                                    | 安部菜菜（三宅麻理惠）、五十嵐響子（種崎敦美）、緒方智繪里（大空直美）、道明寺歌鈴（新田日和）、早坂美玲（朝井彩加） | 「Blooming Days」                                     | 電視動畫《偶像大師 灰姑娘女孩劇場》片尾曲        |
| 11月1日  | THE IDOLM@STER CINDERELLA GIRLS LITTLE STARS! Blooming Days                                    | 五十嵐響子（種﨑敦美） | 「Blooming Days」                                     | 電視動畫《偶像大師 灰姑娘女孩劇場》相關歌曲      |
| 2018年   |                                                                                                | |                                                       |                                                  |
| 3月28日  | 調教咖啡廳 BD、DVD 第4卷特典CD                                                                 | 天野美雨（種﨑敦美） | 「」 「」                                             | 電視動畫《調教咖啡廳》相關歌曲                   |
| 4月11日  | THE IDOLM@STER CINDERELLA GIRLS MASTER SEASONS SPRING!                                         | 安娜斯塔西婭（上坂堇）、五十嵐響子（種崎敦美）、依田芳乃（高田憂希） | 「」                                                  | 遊戲《偶像大師 灰姑娘女孩》相關歌曲              |
| 4月25日  |                                                                                                | 地獄の沙汰オールスターズ | 「」                                                  | 電視動畫《鬼燈的冷徹》第貳期其之貳片頭曲         |
| 4月25日  | 鬼灯（安元洋貴）、芥子（種崎敦美）                                                             | 「」 | 電視動畫《鬼燈的冷徹》相關歌曲                        |                                                  |
| 4月25日  | 初回盤                                                                                         | 地獄の沙汰オールスターズ | 電視動畫《鬼燈的冷徹》相關歌曲                        | 「大！地獄地獄節 ver.」                          |
| 5月30日  | 調教咖啡廳 BD、DVD第6卷特典CD                                                                  | 櫻之宮苺香（和氣杏未）、日向夏帆（鬼頭明里）、星川麻冬（春野杏）、天野美雨（種崎敦美）、神崎日照（德井青空） | 「 -Hall staff ver.-」                                | 電視動畫《調教咖啡廳》相關歌曲                   |
| 5月30日  | 調教咖啡廳 BD、DVD第6卷特典CD                                                                  | 櫻之宮苺香（和氣杏未）、日向夏帆（鬼頭明里）、星川麻冬（春野杏）、天野美雨（種崎敦美）、神崎日照（德井青空）、提諾（前野智昭）、秋月紅葉（鈴木達央）、Owner（鈴木達央） | 「 -All staff ver.-」                                 | 電視動畫《調教咖啡廳》片頭曲                     |
| 7月18日  | THE IDOLM@STER CINDERELLA GIRLS STARLIGHT MASTER 19 With Love                                  | 五十嵐響子（種崎敦美）、乙倉悠貴（中島由貴）、水本紫（藤田茜）、諸星煌梨（松嵜麗）、姬川友紀（杜野真紫） | 「With Love（M@STER VERSION）」                       | 遊戲《偶像大師 灰姑娘女孩 星光舞台》相關歌曲     |
| 8月22日  | THE IDOLM@STER CINDERELLA GIRLS STARLIGHT MASTER 20                                            | 五十嵐響子（種崎敦美） | 「」                                                  | 遊戲《偶像大師 灰姑娘女孩 星光舞台》相關歌曲     |
| 8月22日  | Wish me luck!!!!                                                                               | 大空遙（優木加奈）、比嘉彼方（宮下早紀）、托馬斯·紅愛（種崎敦美）、托馬斯·惠美理（末柄里惠） | 「Wish me luck!!!!」                                  | 電視動畫《遙的接球》片尾曲                       |
| 8月29日  | 刀劍神域外傳Gun Gale Online BD、DVD第3卷特典CD                                                 | SHINC | 「FIGHT」                                             | 電視動畫《刀劍神域外傳Gun Gale Online》相關歌曲  |
| 9月8日   | THE IDOLM@STER CINDERELLA GIRLS SS3A Live Sound Booth♪ 會場原創CD                              | 五十嵐響子（種崎敦美） | 「（M@STER VERSION）」                                | 遊戲《偶像大師 灰姑娘女孩 星光舞台》相關歌曲     |
| 10月3日  |                                                                                                | 櫻島麻衣（瀨戶麻沙美）、古賀朋繪（東山奈央）、雙葉理央（種崎敦美）、豐濱和香（內田真禮）、梓川楓（久保百合花）、牧之原翔子（水瀨祈） | 「」                                                  | 電視動畫《青春豬頭少年不會夢到兔女郎學姊》片尾曲 |
| 11月9日  | THE IDOLM@STER CINDERELLA GIRLS 6thLIVE MERRY-GO-ROUNDOME!!! MASTER SEASONS SPRING! SOLO REMIX | 五十嵐響子（種崎敦美） | 「」                                                  | 遊戲《偶像大師 灰姑娘女孩》相關歌曲              |
| 11月28日 | 遙的接球 BD、DVD第3卷特典CD                                                                    | 托馬斯·紅愛（種崎敦美） | 「Don't mind! Don't be shy!」                         | 電視動畫《遙的接球》相關歌曲                     |
| 2019年   |                                                                                                | |                                                       |                                                  |
| 2月27日  | 遙的接球 BD、DVD第6卷特典CD                                                                    | 大空遙（優木加奈）、比嘉彼方（宮下早紀）、托馬斯·紅愛（種崎敦美）、托馬斯·惠美理（末柄里惠）、大城明（木村千咲） | 「」                                                  | 電視動畫《遙的接球》相關歌曲                     |
| 3月6日   | 青春豬頭少年不會夢到兔女郎學姊 BD、DVD第3卷特典CD                                              | 雙葉理央（種﨑敦美） | 「」                                                  | 電視動畫《青春豬頭少年不會夢到兔女郎學姊》片尾曲 |
| 8月14日  | THE IDOLM@STER CINDERELLA GIRLS STARLIGHT MASTER 31 Pretty Liar                                | 島村卯月（大橋彩香）、小日向美穗（津田美波）、五十嵐響子（種崎敦美）、澀谷凜（福原綾香）、北條加蓮（渕上舞）、神谷奈緒（松井惠理子）、本田未央（原紗友里）、日野茜（赤崎千夏）、高森藍子（金子有希） | 「Stage Bye Stage」                                   | 遊戲《偶像大師 灰姑娘女孩 星光舞台》相關歌曲     |
| 9月17日  | Blooming Blaze!                                                                                | Not lose Rose | 「Blooming Blaze!」 「Blooming Blaze (Scented ver.)」 | 遊戲《白貓Project》相關歌曲                      |
| 9月17日  | Blooming Blaze!                                                                                | 瑪爾（種崎敦美） | 「Blooming Blaze! （Marl ver.)」                      | 遊戲《白貓Project》相關歌曲                      |
| 11月8日  | THE IDOLM@STER CINDERELLA GIRLS 7thLIVE TOUR Special 3chord♪ Funky Dancing! 會場原創CD         | 五十嵐響子（種崎敦美） | 「With Love（M@STER VERSION）」                       | 遊戲《偶像大師 灰姑娘女孩 星光舞台》相關歌曲     |
| 11月27日 | 青春豬頭少年不會夢到懷夢美少女 BD、DVD特典 Original Soundtrack                                 | 櫻島麻衣（瀨戶麻沙美）、古賀朋繪（東山奈央）、雙葉理央（種崎敦美）、豐濱和香（內田真禮）、梓川楓（久保百合花）、牧之原翔子（水瀨祈） | 「 movie ver.」                                       | 劇場動畫《青春豬頭少年不會夢到懷夢美少女》片尾曲 |
| 12月25日 | 超異域公主連結 Re:Dive PRICONNE CHARACTER SONG 12                                              | 優妮（小原好美）、琪愛兒（佐倉綾音）、克蘿依（種崎敦美） | 「」                                                  | 遊戲《超異域公主連結 Re:Dive》插入曲             |
| 2020年   |                                                                                                | |                                                       |                                                  |
| 1月8日   | THE IDOLM@STER CINDERELLA GIRLS STARLIGHT MASTER 35 Palette                                    | 島村卯月（大橋彩香）、小日向美穗（津田美波）、五十嵐響子（種崎敦美） | 「Palette（M@STER VERSION）」                         | 遊戲《偶像大師 灰姑娘女孩 星光舞台》相關歌曲     |

## 外部連結
- 事務所官方簡歷 （页面存档备份，存于）（日語）
- 種﨑敦美的X（前Twitter）（日語）